# Philautus gunungensis
Philautus gunungensis é uma espécie de anfíbio da família Rhacophoridae.
É endémica de Malásia.
Os seus habitats naturais são: regiões subtropicais ou tropicais húmidas de alta altitude.